# Es gibt kein nächstes Mal
Es gibt kein nächstes Mal ist ein Lied der deutschen Pop-Rock-Band Münchener Freiheit. Es erschien am 3. Oktober 1986 vorab als erste Single aus dem Album Traumziel.

## Musik und Text
Der Song schildert die Gedanken und Gefühle des Protagonisten nach dem Ende der Beziehung, in denen sich Sehnsucht, Reue und der Wunsch nach einem Neubeginn abwechseln mit der Gewissheit, dass es kein Wiedersehen gibt: „Ist es so schwer mir zu verzeihen / Wird es nie mehr wie früher sein / Wo bist du, wenn ich träume (wo bist du) / Wo bist du, wenn ich all meine Fehler bereue / Es gibt kein nächstes Mal / Wo bist du ganz alleine (wo bist du) / Wo bist du / Komm, verlieb dich noch einmal aufs Neue / Es gibt kein nächstes Mal“. Ein Saxofonmotiv leitet den Song ein, markante, stakkatoartige Synthesizerspuren dominieren den stellenweise rockorientierten und mit E-Gitarrenflächen instrumentierten Song.

## Entstehung und Veröffentlichung
Es gibt kein nächstes Mal wurde von Stefan Zauner und Aron Strobel gemeinsam mit Hubert Kah, hier unter seinem bürgerlichen Namen Hubert Kemmler und dessen späterer Frau Susanne geschrieben und von Armand Volker in München produziert. Am 3. Oktober 1986 wurde die Single über CBS veröffentlicht.
Das Lied erschien auch als 8:50 Minuten dauernde Langversion. Die englische Version Romancing in the Dark war zugleich 1987 der Titelsong des folgenden englischsprachigen Albums der Band als „Freiheit“. Der Song erschien auch auf einigen Kompilationen.

## Rezeption
Die erste Singleauskopplung aus dem Album Traumziel stellte mit Platz 24 in den deutschen Charts und 15 Chartwochen einen Erfolg dar, konnte jedoch nicht ganz an die Vorgängersingles Ohne dich (schlaf ich heut Nacht nicht ein) und Tausendmal du anknüpfen.
Zunächst präsentierte die Münchener Freiheit den Song bei der Verleihung der 19. Goldenen Europa 1986 an die Band am 28. Oktober 1986, die am 27. November des Jahres in der ARD ausgestrahlt wurde. Zudem trat die Gruppe mit dem Titel in der ZDF-Hitparade auf; am 12. November 1986 stellte sie ihn bei Viktor Worms vor, konnte jedoch nicht Platz eins erreichen, der zu dieser Zeit für einen weiteren Auftritt nötig war. Am 6. Dezember 1986 spielte die Band den Song auch in Peters Pop Show im ZDF.

## Titelliste (Maxi-Single)
Seite A
1. Es gibt kein nächstes Mal (Lange Version) – 8:50

Seite B
1. Wenn das so einfach ist... – 4:38
2. Es gibt kein nächstes Mal  (Single-Version) – 4:45